# Nevada (Grenada)
Nevada – gmina w Hiszpanii, w prowincji Grenada, w Andaluzji, o powierzchni 77,31 km². W 2014 roku gmina liczyła 1149 mieszkańców.